# الحارثية
الحارثية وهي واحدة من ارقى أحياء العاصمة العراقية بغداد في الجانب الغربي من بغداد في الكرخ بالقرب من حي المنصور.

## عن الحي
أبرز شوارع المنطقة هو شارع الكندي الذي يحتوي على العديد من مطاعم الوجبات السريعة والمكاتب التجارية والكثير من العيادات الطبية والصيدليات والتي يقصدها الناس من مختلف المحافظات العراقية. ويوجد فيها عدة أماكن للعبادة مثل جامع وحسينية الحاج عباس العادلي وجامع السيد نعيم وجامع القبنجي وجامع الخنساء كما وفيها أحد أكبر المراكز التجارية في العراق وهو مول بغداد.
تعد الحارثية من المناطق السكنية الراقية لموقعها ولجمال بيوتها وشوارعها ولسكانها من الطبقات الراقية والمتوسطة.

## التاريخ
كانت الحارثية أيام الحكم الملكي أرضاً زراعيةً تابعة للقصور الملكية (قصر الرحاب، قصر الزهور) تربى بها الغزلان وتُزرع بنبات الجت للخيول الملكية، كذلك يوجد بها قصر بغداد والذي شيد في عصر صدام حسين وكان يدعى قصر صدام، كما توجد بالقرب منها حديقة الزوراء والتي شيدت تشبهاً بحديقة الهايت بارك في لندن لتلطيف جو المدينة، كذلك يوجد بالقرب منها معرض بغداد الدولي.
بيعت جزء من أراضي الحارثية على المقاولين في بداية خمسينيات القرن الماضي تلتها بعد ذلك باقي قطع الأراضي لتباع في الستينيات لكل من المحاميين والاقتصاديين. لم تشهد المنطقة أي أعمال ساخنة منذ عام 2003 وسكانها من مختلف طوائف العراق بما فيهم من سنة وشيعة ومسيحيين وصابئة مندائيين وعربا وكوردا وتركمان وهي من ضمن المنطقة الخضراء أو قريبة منها وهي الآن من أغلى مناطق بغداد من ناحية الإيجار وشراء الأملاك.
توجد في الحارثية مدارس للطلبة ورياض الأطفال وهي روضة الورود ومدرسة الدراية الابتدائية المختلطة ومدرسة الحارثية الابتدائية المختلطة وثانوية الحارثية للبنات وثانوية الأندلس للبنين وثانوية المتميزين في الحارثية ولا توجد فيها معاهد أو جامعات.